# Varfoloméievka (estació)
|  | Per a altres significats, vegeu «Varfoloméievka». |

Varfoloméievka (en rus: Варфоломеевка) és un poble (un possiólok) del krai de Primórie, a l'Extrem Orient de Rússia, que en el cens del 2010 tenia 1.286 habitants. Està a la vora de l'estació homònima i prop del poble de Varfoloméievka.